# 穆尔登哈默
穆尔登哈默（德語：Muldenhammer）是德国萨克森州的市镇，隶属于福格特兰县。总面积为56.09平方千米，截至2023年12月31日总人口为2,872人。